# Edward Gauntt

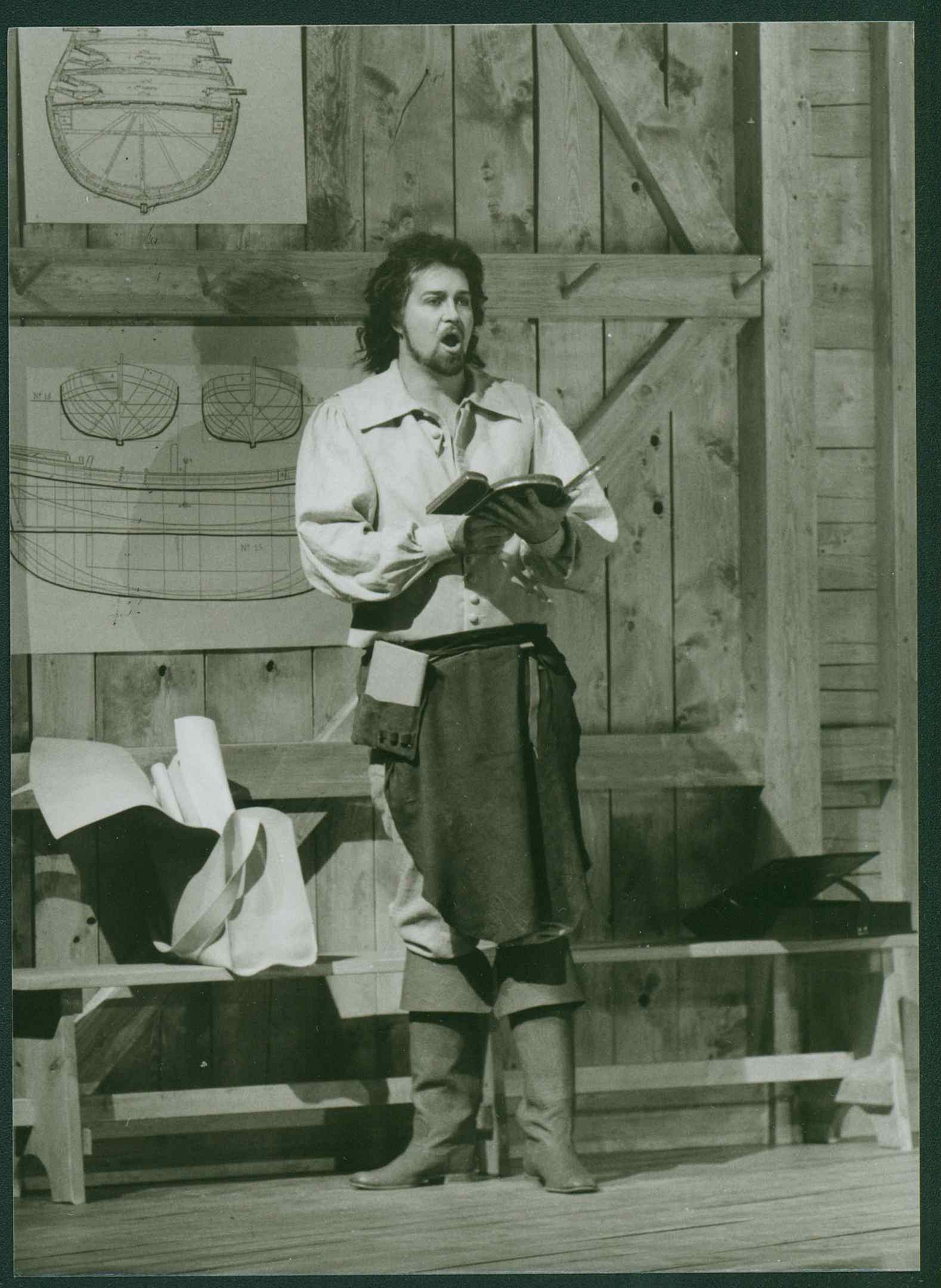
Edward Gauntt in Zar und Zimmermann am Badischen Staatstheater Karlsruhe (1990)

Edward „Eddie“ Gauntt (* 1955 in Clifton, Texas) ist ein US-amerikanischer Opernsänger (Bariton).

## Leben
An der Baylor University in Waco, Texas, absolvierte er sein Gesangs- und Musiklehrer-Studium. Er ist seit 1978 verheiratet mit der christlichen Popsängerin Cae Gauntt und hat zwei Söhne.
1978 zog er mit seiner Frau nach Wien, da er an der Wiener Staatsoper ein Stipendium als klassischer Bariton bekam. Als Gauntt 1983 ein Engagement am Operntheater Krefeld (heute Theater Krefeld und Mönchengladbach) erhielt, folgte der Umzug nach Deutschland. Seit 1985 hat er ein Engagement am Badischen Staatstheater in Karlsruhe und wohnt in Graben-Neudorf.
Neben seiner Opernkarriere, tritt Eddie Gauntt mit seiner Frau als Duo Cae & Eddie Gauntt auf. Entdeckt von Klaus Heizmann wirkten beide auf mehreren christlichen Konzeptalben von Produzenten wie Johannes Nitsch und Jochen Rieger mit. Außerdem trat er live mit den Söhnen Mannheims und 4 Your Soul auf.
Am 29. Juni 2008 sang Eddie Gauntt im Wiener Ernst-Happel-Stadion vor dem Endspiel der Fußball-Europameisterschaft 2008 die deutsche Nationalhymne.

## Auszeichnungen
Gauntt wurde mit dem 4. Sonderpreis des Hugo-Wolf-Wettbewerbs ausgezeichnet. 2006 erhielt er den Titel Kammersänger.

## Diskografie

### Solo und DuettCae & Eddie Gauntt
- This Love ... Is A Child. (Pila Music, 2000; Weihnachts-EP als Duett)
- Christmas. (Gerth Medien, 2005; Weihnachts-Album als Duett)
- Inner Sanctum. (Gerth Medien, 2010; 2012 Spezialausgabe als Limited Edition; Duett-Album)
- You Love Me. (Gerth Medien, 2014; Duett-Album)
- Eddie Gauntt. (Gerth Medien, 2015; Solodebütalbum)

### Mitwirkung
| Jahr | Titel                                                 | Hauptinterpret bzw. Konzeptinitiator | Mitwirkende Künstler | Label          |
| ---- | ----------------------------------------------------- | ------------------------------------ | --- | -------------- |
| 1985 | Cae und Eddie Gauntt mit dem MBZ-Studiochor           | Klaus Heizmann                       | Cae Gauntt, Eddie Gauntt, Studiochor des Musischen Bildungszentrums St. Goar                                                                                                  | MBZ-Verlag     |
| 1986 | Lichtblicke                                           | Klaus Heizmann                       | Cae Gauntt, Hella Heizmann, Eddie Gauntt, Studiochor des Musischen Bildungszentrums St. Goar                                                                                  | Hintermann     |
| 1987 | Singt das Lied der Lieder Demo-Kassetten zu Band 2    | Klaus Heizmann                       | Cae Gauntt, Eddie Gauntt, Studiochor des Musischen Bildungszentrums St. Goar                                                                                                  | Hänssler Music |
| 1987 | Jona Ein Musical                                      | Johannes Nitsch                      | Cae Gauntt, Hella Heizmann, Beate Ling, Eddie Gauntt, Johannes Nitsch, Johannes Nitsch Studiochor                                                                             | Hänssler Music |
| 1988 | Farbe kommt in dein Leben                             | Klaus Heizmann                       | Cae Gauntt, Hella Heizmann, Beate Ling, Eddie Gauntt, Christian Löer, Studiochor des Musischen Bildungszentrums St. Goar                                                      | Hänssler Music |
| 1988 | Paul-Gerhardt-Lieder                                  | Gerhard Schnitter                    | Hannelore Finkbeiner, Eddie Gauntt, ERF Studiochor | ERF-Verlag     |
| 1988 | Die schönsten Evangeliumslieder                       | Johannes Nitsch                      | Eddie Gauntt, Johannes Nitsch Studiochor | Hänssler Music |
| 1988 | Die schönsten Evangeliumslieder 2                     | Johannes Nitsch                      | Eddie Gauntt, Johannes Nitsch Studiochor | Hänssler Music |
| 1989 | Israel Schalom Oratorium                              | Klaus Heizmann                       | Hella Heizmann, Beate Ling, Eddie Gauntt, Don Newby, Studiochor des Musischen Bildungszentrums St. Goar                                                                       | Hänssler Music |
| 199? | Die Weihnachtsfreude                                  | Gerhard Schnitter                    | Yukio Imanaka, Eddie Gauntt, ERF Studiochor | ERF-Verlag     |
| 1991 | The Circle Of Love                                    | Cae Gauntt                           | Cae Gauntt | Pila Music     |
| 1992 | Wenn wir Gott in der Höhe ehren                       | Johannes Nitsch                      | Kathi Arndt, Cae Gauntt, Eddie Gauntt, John Johnson, Johannes Nitsch, Eberhard Rink, Johannes Nitsch Studiochor                                                               | Hänssler Music |
| 1998 | Festival der Weihnachtslieder                         | Gerhard Schnitter                    | Anja Lehmann, Jörg Swoboda, Judy Bailey, Andreas Volz, Cae & Eddie Gauntt, Don & Susie Newby                                                                                  | Hänssler Music |
| 2008 | Jerusalem – geliebte Stadt Wir wünschen Israel Shalom | Jochen Rieger                        | Andrea Adams-Frey, Cae Gauntt, Ina Morgan, Elke Reichert, Eddie Gauntt, Arne Kopfermann, Lothar Kosse, Martin Pepper, Danny Plett, Eberhard Rink, Christoph Zehendner, Vocals | Gerth Medien   |
| 2008 | Lichterglanz Weihnachts-Klassiker                     | Jochen Rieger                        | Cae Gauntt, Sarah Kaiser, Tina Pantli, Michael Janz, Eddie Gauntt, Eberhard Rink, David Thomas, Vocals                                                                        | Gerth Medien   |
| 2013 | Gott hat uns nicht vergessen ProChrist 2013           | Hans-Werner Scharnowski              | Cae Gauntt, Yasmina Hunzinger, Albert Frey, Andrea Adams-Frey, Eddie Gauntt, Johannes Falk, Judy Bailey, Sefore Nelson                                                        | Gerth Medien   |